# Région de développement Centre (Népal)
La région de développement Centre (en népalais : मध्यमाञ्चल विकास क्षेत्र) est l'une des cinq anciennes régions de développement du Népal. Son chef-lieu administratif était Hetauda. Elle a disparu lors de la réorganisation administrative de 2015.
Elle était subdivisée en trois zones et dix-neuf districts :
- Bagmati
  - Bhaktapur,
  - Dhading,
  - Katmandou,
  - Kavrepalanchok,
  - Lalitpur,
  - Nuwakot,
  - Rasuwa,
  - Sindhulpalchok,

- Janakpur
  - Dhanusa,
  - Dolkha,
  - Mahottari,
  - Ramechhap,
  - Sarlahi,
  - Sindhuli,

- Narayani
  - Bara,
  - Chitwan,
  - Makwanpur,
  - Parsa,
  - Rautahat,